# Adam F. Goldberg
Adam Frederick Goldberg (* 2. dubna 1976 Filadelfie) je americký televizní a filmový producent a scenárista známý především díky seriálům Breking In a Goldbergovi. U seriálu Goldbergovi mu předlohou bylo vlastní dětství.

## Životopis
Narodil se do židovské rodiny ve Filadelfii. Žil a vyrůstal v blízkém Jenkintownu. Jeho rodiči jsou Beverly (rozená Solomon, * 8. října 1943) a Murray Goldberg (25. září 1940 – 1. února 2008). Je nejmladším ze tří sourozenců, má bratry Erica (* 18. srpna 1967) a Barryho (* 15. října 1969). V roce 1992, ve věku 15 let, produkoval svou první hru Dr. Pickup a získal cenu na Philadelphia Young Playwrights Festival. V roce 1994 odmaturoval na William Penn Charter. V roce 1998 absolvoval New York University v oboru film a dramaturgie.
Během roku 1995 napsal přes 50 her, které se hrály po celých USA (The Sundance Playwrights Lab, The Illusion Theater, The Greenwich Street Theater, The Saint Marks Theatre, The Tada! Theater, The Walnut Street Theater, The Joseph Papp Theater).
V roce 1997 byl ve finále American Theater Critics Association's 1997 Osborn Award za celovečerní hru Jeden na jednoho.
Jeho drama Purpurové srdce bylo produkováno Institutem pro umění a výchovu v divadle Annenberg a získalo cenu za první místo v The Very Special Playwriting Award. Hra se dostala až do Washingtonu, D.C. v John Kennedy Center for Perfoming Arts.

### Scénář
První sitcom, pro který napsal scénář, byl v roce 2003 Still Standing. Pracoval na něm 4 roky a nakonec jej spoluprodukoval. Po první sérii Still Standing se spojil se společností Picture Machine, Trigger Street a přítelem z vysoké Kylem Newmanem, aby vytvořil scénař k seriálu Fanboys. Po roce byl seriál prodán společnosti Weinstein. Scénář se stal sedmým nejoblíbenějším na černé listině nezprodukovaných seriálových projektů.
Po úspěchu Fanboys byl Goldberg najat do dalšího seriálu a to ; The Jetsons, remake The Nerds (1984). Po třech týdnech byl seriál zrušen ;Alien in the Attic a The Muppets' Wizard Oz. Rok strávil nad psaním animované pohádky Jak vycvičit draka pro DreamWork.

### Televize
Co se týče televizní tvorby, Adam F. Goldberg se spojil s produkční společností Happy Madison Adama Sandlera, aby 4 pilotní díly pro různé televizní kanály. V roce 2010 Happy Madison jej představilo režisérovi Sethovi Gordonovi a společně v roce 2011 napsali sitcom pro stanici FOX Breaking In.
V roce 2011 Adam F. Goldberg podepsal smlouvu se Sony Pictures TV na dobu tří let. Během této doby působil také jako producent na NBC na tvorbě nových televizních projektů.
V roce 2012 získal příležitost natočit pilotní díl seriálu inspirovaném jeho dětstvím a dospíváním. Autobiografický seriál odkoupila společnost ABC a dala seriálu název The Goldbergs.